# Acraea daira
Acraea daira är en fjärilsart som beskrevs av Frederick DuCane Godman och Osbert Salvin 1884. Acraea daira ingår i släktet Acraea och familjen praktfjärilar. Inga underarter finns listade i Catalogue of Life.